# How Dare You
How Dare You is een nummer van 10cc. Het is afkomstig van hun album How Dare You!.
How Dare you (hoe durf je) is de opener van het album met bijna dezelfde titel; de titel van het album sluit af met een uitroepteken. Wat opvallend was dat het als opener een grotendeels instrumentaal nummer is, alleen aan het begin is enige tekst te horen: How Dare You? Daarna ontrolt zich een rapsodie aan melodielijnen, die niet altijd bij elkaar aansluiten. Rockpassages worden afgewisseld  met rustiger gedeelten, bijna alles gedragen door een stuwend percussiemotief.
How Dare You diende tweemaal als B-kant van een single, onder meer bij I'm Mandy Fly Me.

## Musici
- Eric Stewart – steelgitaar, gitaar,
- Kevin Godley – slagwerk, congas, koebel,
- Graham Gouldman – basgitaar, rizo-rizo,
- Lol Creme – ritmegitaar, gitaar, clavinet, moog, maraca's, sleebellen